# Diakonie Vrchlabí
Diakonie ČCE – Středisko Světlo ve Vrchlabí je jedním ze středisek Diakonie Českobratrské církve evangelické. Bylo založeno v roce 1992. V současné sobě poskytuje služby pro lidi všech věkových kategorií - především pro děti a dospělé s mentálním, zdravotním a kombinovaným postižením, ale také pro seniory, osoby s poruchou autistického spektra nebo se sníženými sociálními schopnostmi a dovednostmi. Registrované sociální služby působí v Královéhradeckém a Libereckém kraji.

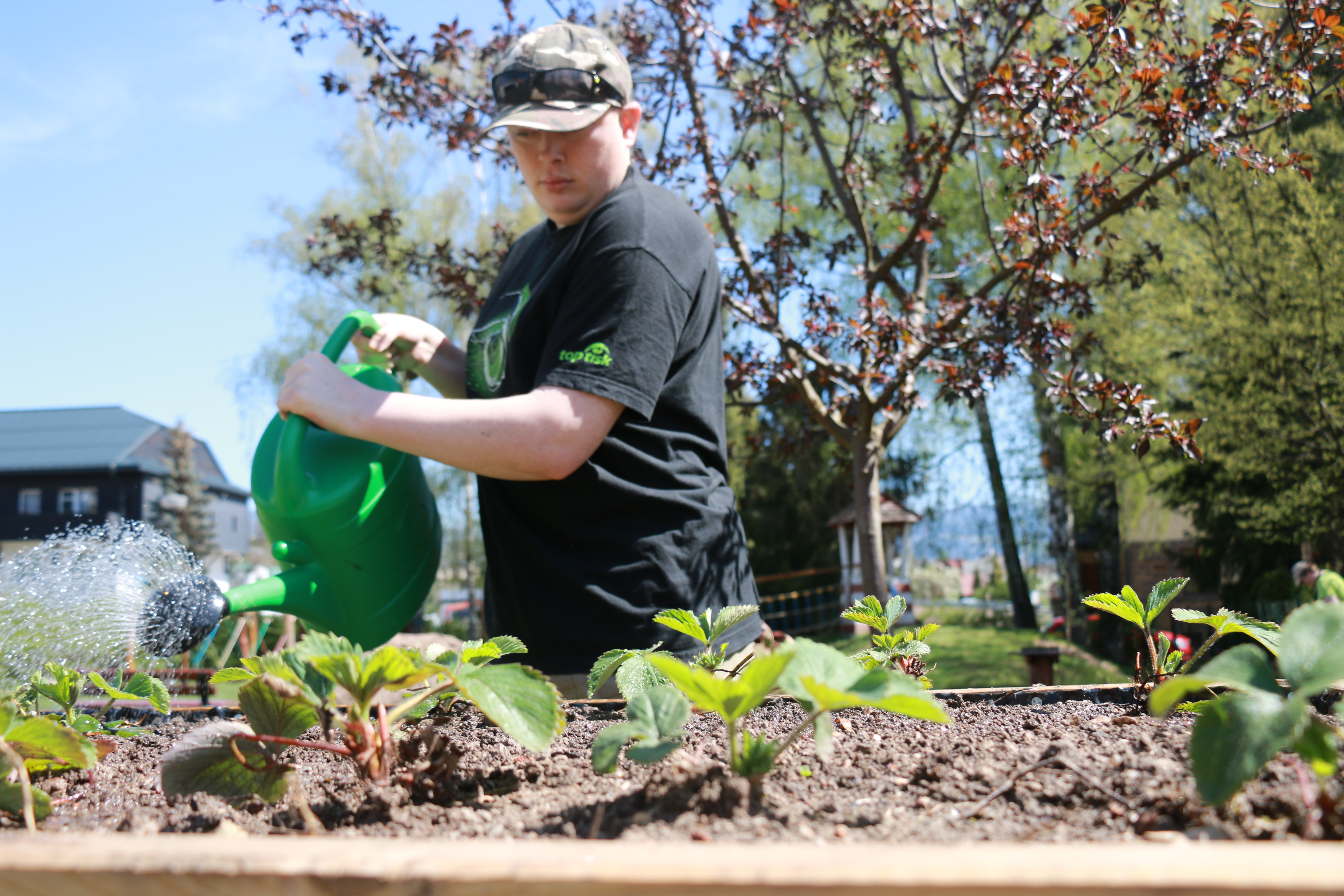
Nácvik uživatele na terapeutické zahradě

## Historie
Středisko bylo založeno v roce 1992 v budově mateřské školy na adrese Jiráskova 926 ("v uličkách"). Jeho provoz začal otevřením denního stacionáře pro osoby s mentálním a kombinovaným postižením. V roce 1996 byla otevřena Speciální škola pro žáky s mentálním a kombinovaným postižením. V tomtéž roce rozšířil stacionář svoje služby o dopravu klientů ráno z domova a odpoledne zpět domů. V roce 1999 byla uvedena do provozu aktivizační dílna na výrobu svíček, v roce 2000 aktivizační dílna na výrobu keramiky, v roce 2002 byl založen Sportovní klub Krkonoše při TJ Spartak Vrchlabí . 
V roce 2001 začalo středisko poskytovat novou službu Raná péče, která byla v letech 2004 – 2005 pozastavena. Od roku 2003 začalo středisko spolupracovat s dobrovolníky, kteří jsou doposud přínosnou částí pracovního týmu. V letech 2006 – 2015 se věnovalo středisko rovněž  podporovanému zaměstnávání. V roce 2007 bylo zaregistrováno Centrum denních služeb, které nahradilo denní stacionář. O rok později se středisko přestěhovalo na novou adresu do budovy bývalého Lesního závodu na Pražské ulici 858. 
V roce 2011 se od střediska oddělila Speciální škola, která dále vystupuje jako samostatný právní subjekt. V roce 2013 přibyla ke službám střediska Osobní asistence a v roce 2016 sociální rehabilitace SPIRÁLA a Sociálně aktivizační služby pro rodiny s dětmi (SAS). V tomtéž roce změnilo středisko své sídlo na adresu Komenského 616 (v "Dukle"). Centrum denních služeb zaniklo.
Od roku 2022 středisko Světlo pomáhalo rodinám z Ukrajiny. Hlavním cílem bylo informovat ukrajinské uprchlíky o dostupných možnostech pomoci a poskytovat jim podporu a poradenství. Pomáhalo lidem s orientací v novém prostředí a vytvářelo bezpečné místo, kde se jak dospělí, tak jejich děti mohli setkávat. Středisko zorganizovalo několik integračních akcí na Vrchlabsku a Jilemnicku. 

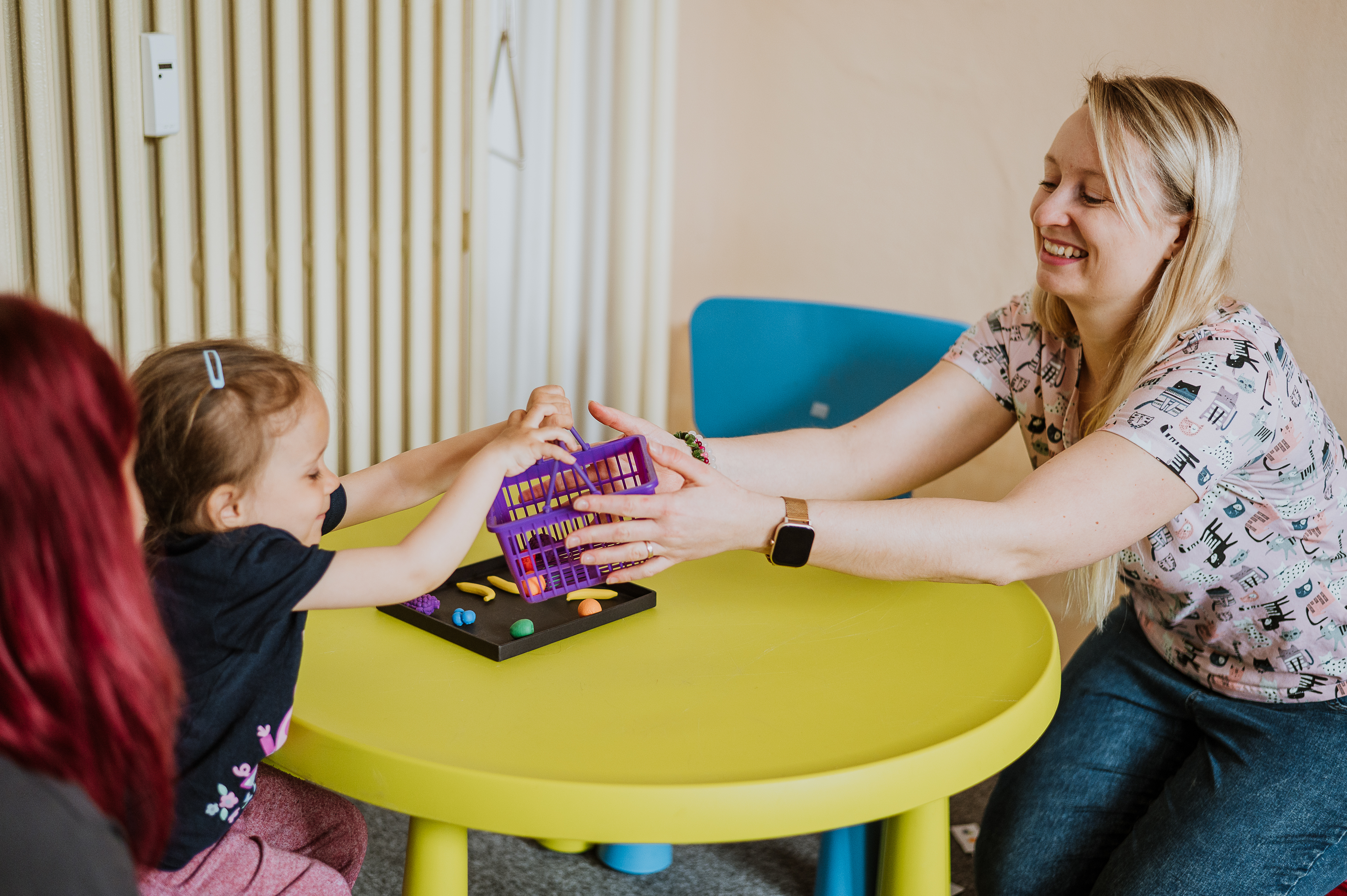
Aktivita v komunikačním kurzu

## Poskytované služby střediska

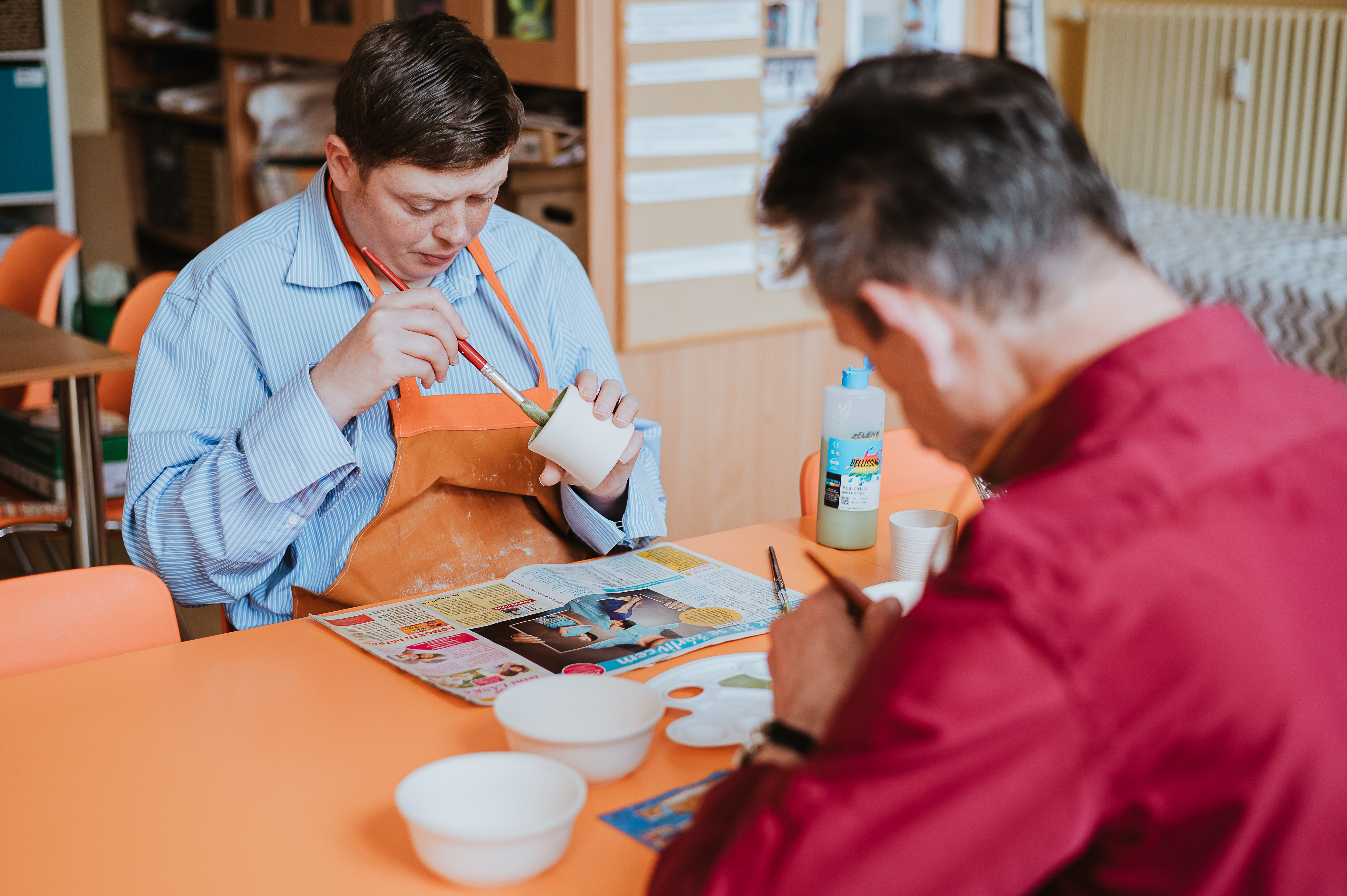
Práce uživatelů sociální rehabilitace SPIRÁLA

Středisko Světlo poskytuje pět sociálních služeb:

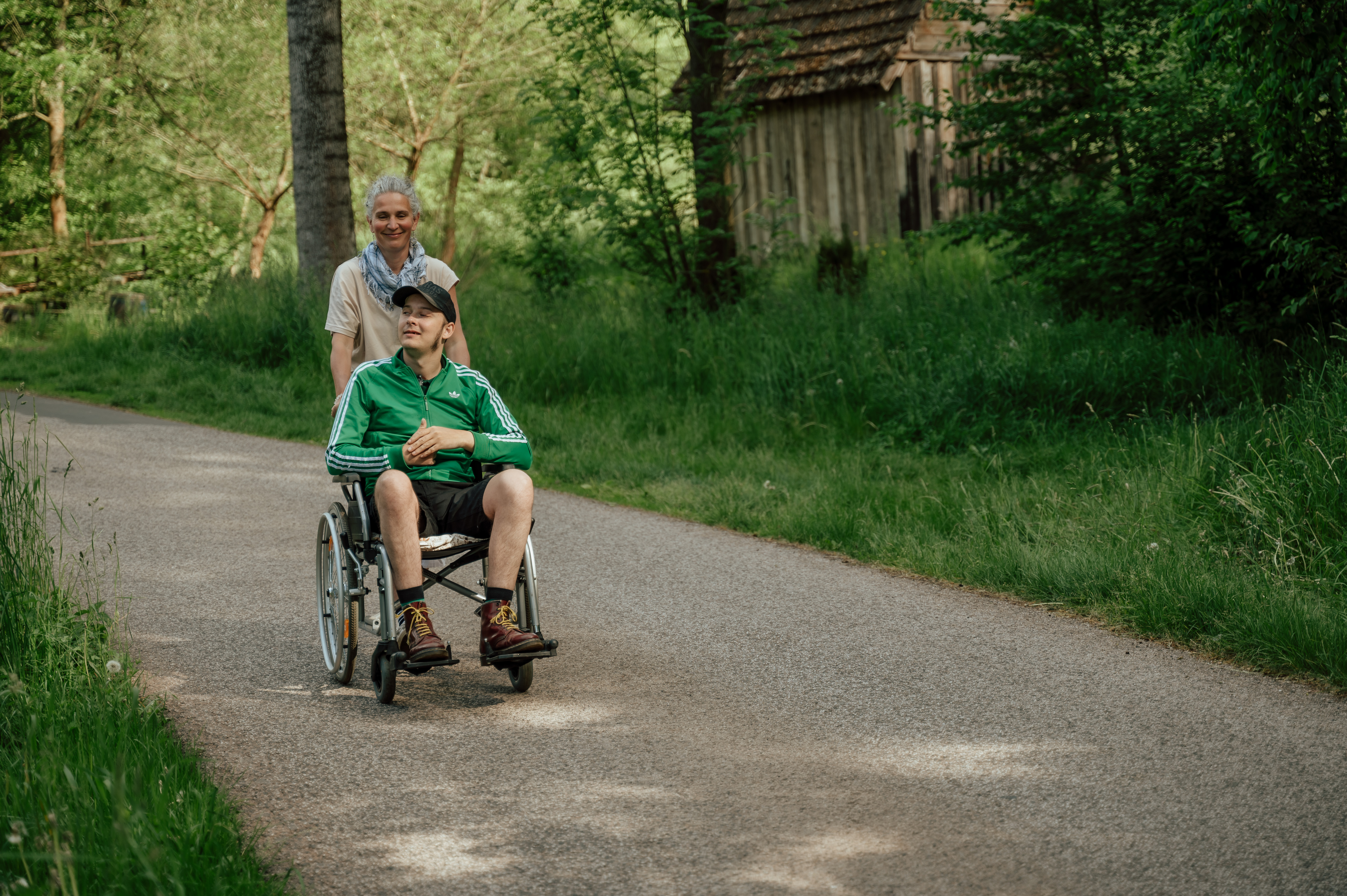
Osobní asistence

### Raná péče
Raná péče pomáhá rodinám s dítětem ve věku 0–7 let se zdravotním postižením. Provázíme rodinu náročnou životní situací tak, aby porozuměla speciálním potřebám svého dítěte a nalezla zdroje, které jí umožní žít běžným životem. Pomáhá také zajistit kontakty s odborníky, zapůjčujeme hračky a stimulační pomůcky.

### Sociální rehabilitace SPIRÁLA
Sociální rehabilitace SPIRÁLA pomáhá lidem, jejichž sociální schopnosti a dovednosti jsou sníženy zejména z důvodu mentálního, tělesného nebo kombinovaného postižení nebo z důvodu dlouhodobě nepříznivého zdravotního stavu, ve věku 16–64 let.

### Sociálně aktivizační služby pro rodiny s dětmi(pobočka Vrchlabí)
Služba pomáhá rodinám s dětmi, které žijí v sociálním vyloučení nebo které jsou jím ohroženy především kvůli nepříznivé životní situaci, jež nejsou schopny vlastními silami vyřešit a překonat. Kvůli ní je navíc ohrožen vývoj dětí a fungování rodiny.

### Sociálně aktivizační služby pro rodiny s dětmi(pobočka Jilemnice)
Služba pomáhá rodinám s dětmi, které žijí v sociálním vyloučení nebo které jsou jím ohroženy především kvůli nepříznivé životní situaci, jež nejsou schopny vlastními silami vyřešit a překonat. Kvůli ní je navíc ohrožen vývoj dětí a fungování rodiny.

### Osobní asistence
Osobní asistence pomáhá osobám, kteří potřebují asistenci druhého člověka, při zajišťování svých základních potřeb (hygiena, stravování, podnětná společnost, doprovod na instituce), tak aby mohly zůstat ve svých domovech a žít dosavadním způsobem života. Osobní asistence pomáhá zejména seniorům, lidem s mentálním postižením nebo osobám s poruchou autistického spektra.

## Projekty střediska nad rámec služeb
Středisko Světlo poskytuje i několik dalších aktivit nad rámec sociálních služeb.

### Terapeutická zahrada
Komunitní terapeutická zahrada je otevřenou přírodní oázou v centru Vrchlabí, která je zaměřena na terapii lidí s mentálním postižením. Je místem setkání místních obyvatel a osob s handicapem při pěstování zeleniny a kulturních akcích. Je to prostor, kde pomocí přírodních prvků rozvinou lidé s handicapem klíčové dovednosti pro život - uvědomění si vlastních potřeb, rozvoj jemné motoriky, spolupráci a komunikaci s ostatními, odpovědnost a pracovní návyky. 
Otevřená zahrada nabízí prostor pro trávení volného času obyvatel z okolí. V centru zahrady okolo altánu je prostor pro pořádání kulturních akcí, jako jsou například Odemykání terapeutické zahrady, festival Zahrada nebo Dýňobraní.
Na zahradě nejsou použity žádné chemické postřiky nebo průmyslová hnojiva. Myšlenkou je udržení přírodní kultury, propojení potřeb člověka, rostlin a živočichů. 
Zahrada bylo v roce 2023 oceněna a získala plaketu Přírodní zahrada.

### Podpora dětí ve vzdělávání
Propojujeme svět sociálních služeb a školství, tak aby děti ohrožené sociálním vyloučením dostávaly včasnou pomoc. Dětem ze sociálně vyloučených rodin často chybí pozitivní vzory, nevědí jak se učit, začlenit do kolektivu, nevidí smysl ve vzdělávání. 
Motivujeme děti k zájmu o seberozvoj, podporujeme je ve zvládnutí školní látky pomocí pravidelných setkání, pomáháme jim najít smysluplné trávení volného času a začleňujeme je mezi vrstevníky. Pomocí individuálního přístupu, zážitkové pedagogiky a kreativních dílen rozvíjíme u dětí kompetence důležité pro život. Tyto aktivity vytváříme nad rámec našich poskytovaných sociálních služeb.

### Komunikační kurz
Komunikační kurz pomáhá dětem s autismem nebo opožděným vývojem komunikovat a zapojovat do běžného života. Kurz má 8 setkání během půl roku, kdy pomocí her a práce v malé skupince u dětí rozvíjíme komunikaci, spolupráci a porozumění druhým. Aktivity vychází vždy z individuálních potřeb dítěte. Využíváme speciální terapeutické techniky jako je práce s hudbou, výtvarným vyjádřením, kontaktu se psem.
U všech aktivit je přítomen rodič, který pak zkušenosti z her využívá pro trénink zvládání problematických situací všedního života. Provázíme rodinu náročnou situací a nabízíme ji i psychickou podporu.

## Sbírky střediska Světlo
Krabice od bot
Krabice od bot je vánoční sbírka dárků pro děti ze sociálně znevýhodněných rodin. Radost těmto dětem dělají zase děti, jimž dospělí pomohou připravit jejich dárkovou krabici od bot. Dárky jsou poté ze střediska distribuovány do rodin a zařízeních.
Sbírka na podporu komunikačního kurzu
Komunikační kurz pomáhá dětem s autismem nebo opožděným vývojem komunikovat a zapojovat do běžného života. Kurz je poskytován nad rámec sociálních služeb. Sbírka na pokračování kurzu probíhá na Darujme.